# Coupe d'Europe des clubs champions FIRA
La Coupe d'Europe des clubs champions FIRA est une compétition de rugby à XV organisée par la FIRA-AER qui oppose des clubs français, roumains, allemands, belges, néerlandais, marocains, tchécoslovaques et italiens mais sans la participation des nations britanniques. Fondée en 1962, elle ne connaît que quatre éditions.

## Historique
Fondée en 1962, cette Coupe d'Europe FIRA voit quatre éditions avec notamment la participation des clubs français suivants : l'AS Béziers en 1962, le FC Grenoble en 1963, le Stade montois en 1964 et le SU Agen en 1966-1967. Les nations roumaine (où la compétition se déroule) et allemande y sont conviées. L'AS Béziers est le tout premier club à remporter une Coupe d’Europe en 1962, ensuite le FC Grenoble, le Stade montois et le SU Agen sont respectivement finalistes en 1963, 1964 et 1966-1967 en match aller-retour pour cette dernière édition. 
En 1964, le Grivita Rosie de Bucarest est déclaré vainqueur face au Stade montois alors que l'arbitre a interrompu le match en début de deuxième mi-temps car le capitaine montois André Boniface a refusé par deux fois de quitter le terrain. Le score était alors de 10 à 0 pour le Grivita Rosie.

## Participants
- 1961-1962 :
  -  SCA Bruxelles
  -  SV 08 Ricklingen
  -  RC Hilversum
  -  ASPTT Rabat
  -  AS Béziers
  -  Grivita Rosie Bucarest

- 1962-1963 :
  -  FC Grenoble
  -  TSV Victoria Linden
  -  UE Santboiana
  -  SL Benfica
  -  RUC Casablanca
  -  RC Steaua Bucarest

- 1963-1964 :
  -  RC Hilversum
  -  TSV Victoria Linden
  -  RUC Casablanca
  -  Spartak Prague
  -  SSR Rovigo
  -  Grivita Rosie Bucarest
  -  Stade montois

- 1966-1967
  -  Slavia Prague
  -  DSV 78 Hanovre
  -  SU Agen
  -  Dinamo Bucarest

## Palmarès
| Date                         | Vainqueur                   | Score         | Finaliste                   | Lieu                                          | Spectateurs |
| ---------------------------- | --------------------------- | ------------- | --------------------------- | --------------------------------------------- | ----------- |
| 24 juin 1962                 | AS Béziers                  | 11 – 3        | Grivita Rosie Bucarest (ro) | Stade Dinamo à Bucarest                       | 20 000      |
| 16 juin 1963                 | RC Steaua Bucarest          | 10– 6         | FC Grenoble                 | Stade Dinamo à Bucarest                       |             |
| 14 juin 1964                 | Grivita Rosie Bucarest (ro) | 10 – 0        | Stade montois               | Stade du 23 août à Bucarest                   |             |
| 25 décembre 1966 9 juin 1967 | Dinamo Bucarest             | 0 – 12 18 – 0 | SU Agen                     | Stade Armandie à Agen Stade Dinamo à Bucarest |             |